# Gabriel Roca Garcías
Gabriel Roca Garcías (Palma, 1896 - 1986) va ser un enginyer mallorquí que fou enginyer a la Prefectura d'Obres Públiques de Balears (1920) i a la Junta del Port de Ceuta (1921), a més d'ocupar el càrrec de Director de la Junta d'Obres del Port de Palma entre els anys 1940 i 1962. Es va titular a l'Escola d'Enginyers de Camins, Canals i Ports de Madrid el 1920. Les seves primeres destinacions van ser les ciutats de Ceuta, Tetuán i Melilla el 1937. De 1949 a 1956 va ser President de Foment de Turisme de Mallorca. Va ser ell qui va projectar i iniciar les obres del Passeig Marítim de Palma, el qual porta el seu nom (Avinguda de Gabriel Roca). El 1953 va ser nomenat enginyer-director del Port de Barcelona. Va morir l'any 1986.